# Festuca makutrensis
Festuca makutrensis är en gräsart som beskrevs av Zapal. Festuca makutrensis ingår i släktet svinglar, och familjen gräs. Inga underarter finns listade i Catalogue of Life.